# Аргентина на літніх Олімпійських іграх 2012
Аргентина на літніх Олімпійських іграх  2012 була представлена 138  спортсменами в 22 видах спорту. Уперше з 1948 року аргентинці здобули золоту медаль не в командному виді спорту.

## Медалісти
| Медаль | Спортсмени | Вид спорту       | Дисципліна                | Дата      |
| ------ | --- | ---------------- | ------------------------- | --------- |
| Золото | Себастьян Крісманіч | Тхеквондо        | чоловіки, до 80 кг        | 10 серпня |
| Срібло | Жіноча збірна Аргентини з хокею на траві Лусіана Аймар Ноель Барріонуево Мартіна Кавальєро Лаура дель Колле Сільвіна Д'Елія Флоренсія Абіф Росаріо Лучетті Софія Маккарі Дельфіна Меріно Марія Флоренсія Мутіо Макарена Родрігес Карла Ребеккі Росіо Санчес Моккія Даніела Сруога Марія Хосефіна Сруога | Хокей на траві   | жінки                     | 10 серпня |
| Бронза | Хуан Мартін дель Потро | Теніс            | чоловіки, одинчний розряд | 5 серпня  |
| Бронза | Лукас Калабресе Хуан де ла Фуенте | Вітрильний спорт | 470, чоловіки             | 10 серпня |